# 東京ストリートロッカー
東京ストリートロッカー（とうきょう - ）はBLACK CATSの4枚目のスタジオ・アルバム。

## 内容
バンドからデュオに変遷した後で、徳間ジャパンコミュニケーションズ移籍第一弾のオリジナルアルバム。殆どの作曲・編曲・プロデュースを織田哲郎が、作詞を小暮陽が担当しており、「バーニング・ラブ」のみは自作である。「J・Dを気取って」のJ・Dとは、ジェームズ・ディーンの事を指す。後に、タイトル曲の「東京ストリートロッカー」はMAGICが、「EXIT」はCANDYがカバー。

## 収録曲
特記以外作詞:小暮陽 作曲・編曲:織田哲郎
1. 東京ストリートロッカー
2. EXIT
3. 三つ数えろ
4. Man & Boy
5. クルージングLOVE
6. エデンの東へ
7. いきなりハートブレイク
8. バーニング・ラブ
作詞:宮下智 作曲:高田誠一
9. J・Dを気取って
10. Come on My Baby
作詞:織田哲郎
11. Dear Miss Lonely

## レコーディング参加
- キーボード：大谷哲範
- サクソフォーン：古村敏比古